# Nini Tsiklauri

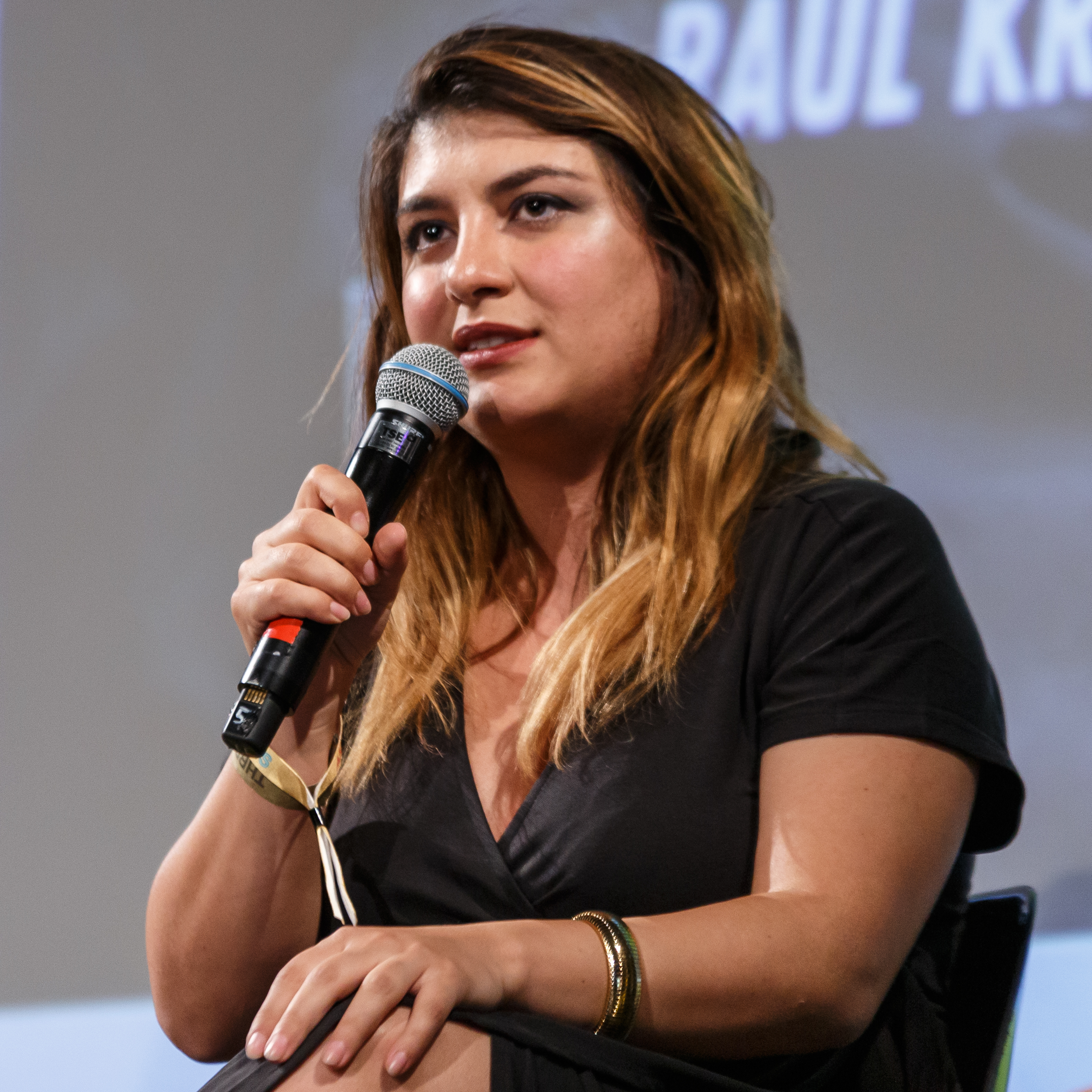
Nini Tsiklauri auf der re:publica (2022)

Nini Tsiklauri (georgisch ნინი წიკლაური; * 26. Juli 1992 in Tiflis, Georgien) ist eine deutsche Schauspielerin, Musikerin, politische Aktivistin, Politologin und Autorin georgischer Herkunft.

## Leben
Tsiklauri wurde 1992 im georgischen Tiflis geboren, von wo sie mit ihren Eltern wegen des Bürgerkriegs vorübergehend nach Ungarn flüchtete. 2002 zog die Familie nach Deutschland um, wo sie aufwuchs. Abitur machte sie am Neuen Gymnasium Bochum. Ihr schauspielerisches Debüt gab sie 2006 im Kinofilm Die Wilden Kerle 3 – Die Attacke der Biestigen Biester als Aisha. Von 2007 bis 2010 spielte sie die Rolle der Layla Farsad in der Kinder- und Jugendserie Schloss Einstein. 2008 saß Tsiklauri in der Jury von „KiKA Live – Bester Schauspieler gesucht“. Das Lied „Regenbogenzeit“ erlangte durch Schloss Einstein größere Bekanntheit und wurde deutschlandweit, unter anderem bei der KiKA-Sommertour 2010, von ihr und ihrer Band aus der Serie gespielt. 2015 gründete sie im Zuge des Eurovision Song Contests 2015 und der österreichischen Fernsehsendung „Die große Chance“ bei ORF eins den Voices-of-Volunteers-Chor.
Tsiklauri schrieb den Song „In meiner Welt“ für die Aktion „Lies für Toleranz“ beim Deutschen Vorlesepreis 2010 und ist Botschafterin für Fit am Ball Africa.
2008 bat sie die Bundeskanzlerin Angela Merkel auf der Thüringer Zukunftskonferenz um Unterstützung für Georgien beim bevorstehenden NATO-Gipfel in Bukarest. Während eines Besuchs von Verwandten in Georgien startete der Kaukasuskrieg und sie erlebte den Einmarsch der russischen Truppen. Sie musste mit ihrer Familie erneut fliehen und geriet in Kampfhandlungen. Sie erhielt 2011 die deutsche Staatsbürgerschaft. 2012 sang Tsiklauri die georgische Nationalhymne bei der offiziellen Gedenkfeier für die Angehörigen der Kriegsopfer und die Streitkräfte Georgiens.
2015 nahm sie bei der Fernsehsendung „Popstars“ teil und belegte den 17. Platz. Im selben Jahr zog sie nach Österreich, wo sie seither lebt.
Seit 2014 ist Tsiklauri Mitglied des Young European Collectives, einer Gruppe von Autoren und Aktivisten aus verschiedenen europäischen Ländern. 2015 veröffentlichte die Gruppe ihren Europaessay Who, If Not Us? auf Englisch. 2017 erschien der Text in einer deutschen Übersetzung in der Verlagsgruppe Droemer-Knaur unter dem Titel Wer, Wenn Nicht Wir? Vier Dinge die wir jetzt für Europa tun können.
2017 gründete sie während ihres Studiums der Politikwissenschaften Pulse of Europe Wien und reiste durch Österreich, um über die EU aufzuklären. Zur Europawahl in Österreich 2019 kandidierte Nini Tsiklauri auf Listenplatz 5 der Liste von NEOS – Das Neue Österreich und Liberales Forum. Aufgrund des Wahlergebnisses zog sie jedoch nicht ins Europäische Parlament ein.
2020 erschien ihr Buch „Lasst uns um Europa kämpfen“ in der edition a.
2023 startete der offizielle deutschsprachige Podcast des Europäischen Parlaments „Irgendwas mit EU“ mit Tsiklauri als Host, in dem sie mit Persönlichkeiten wie Thomas Brezina, Lena Schilling oder Ali Mahlodji über politische Themen rund um die EU redet. Im selben Jahr trat sie Volt Europa bei und engagiert sich seitdem bei Volt Österreich. Zur Europawahl in Österreich 2024 sollte sie als Spitzenkandidatin auf Listenplatz 1 für Volt kandidieren, die Partei wurde jedoch nicht zugelassen, da bis zum Stichtag am 26. April 2024 nur ein Teil der 2.600 benötigten Unterstützungserklärungen eingesammelt worden war.

## Politische Positionen
Tsiklauri wurde durch den Krieg in Georgien und den Brexit politisiert und ist überzeugt, dass nationale Parteien europaweite Probleme nicht lösen können und setzt sich für eine europäische Regierung und den Aufbau eines europäischen Pfeilers zur Verteidigung neben der NATO ein. Sie engagiert sich für gute Beziehungen zwischen der EU und Georgien und unterstützt eine Westbindung des Landes, worin sie den Schlüssel für Frieden, Freiheit und Menschenrechte im Land sieht.

## Filmografie
- 2006: Die Wilden Kerle 3 (Rolle: Aisha, Biestiges Biest)
- 2008–2010: Schloss Einstein (Hauptrolle: Layla Farsad, 145 Folgen)
- 2015: Popstars

## Bücher
- Wer, wenn nicht wir? Vier Dinge, die wir jetzt für Europa tun können. Droemer Knaur, München 2017. ISBN 978-3-426-78946-9.
- Re:thinking Europe – Positionen zur Gestaltung einer Idee. Verlag Holzhausen GmbH, Wien 2018. ISBN 978-3-903207-15-8.[16]
- Lasst uns um Europa kämpfen – Mit Liebe und Mut für eine neue EU. edition a, Wien 2020. ISBN 978-3-99001-434-9.[17]